# Величков Алекси
Величков Алекси (Олексій Сергійович) — (*30 липня 1890 — †23 серпня 1943) — болгарський літературознавець.

## Біографія
Закінчив аспірантуру в Москві. З 1934 працював і жив в Києві, зокрема (з 1936) старшим науковим співробітником Інституту української літератури імені Тараса Григоровича Шевченка АН УРСР. Помер в місті Уфа.

## Літературознавча діяльність
Автор досліджень про болгарсько-українські літературні взаємини. У праці «Шевченко і болгарська література 60-70-их рр. 19 століття» відзначив вплив Тараса Шевченка на творчість К. Миладинова, Х. Ботева, Р. Жинзифова.

## Праці
- «Шевченко і болгарська література 60-их — 70-их рр. 19 ст.» («Радянське літературознавство», 1939, № 4).